# Mats Gren
Mats Gren (ur. 20 grudnia 1963 w Falun) – piłkarz szwedzki grający na pozycji środkowego obrońcy.

## Kariera klubowa
Gren pochodzi z miasta Falun. Karierę piłkarską rozpoczął w tamtejszym Falu BS. Od 1980 do 1984 roku grał w jego barwach w trzeciej lidze szwedzkiej. W 1985 roku przeszedł do pierwszoligowego IFK Göteborg, gdzie stał się podstawowym zawodnikiem. W 1984 roku wywalczył z IFK mistrzostwo Szwecji.
W 1985 roku Gren przeszedł do szwajcarskiego Grasshopper Club. Tam, podobnie jak w Göteborgu, grał w pierwszym składzie. Swój pierwszy sukces z klubem z Zurychu osiągnął w 1988 roku, gdy wygrał z nim Puchar Szwajcarii. Rok później ponownie zdobył krajowy puchar, a w 1990 roku wywalczył z Grasshoppers dublet (mistrzostwo i Puchar Szwajcarii). W 1991 roku obronił mistrzowski tytuł, a w latach 1995-1996 dwukrotnie z rzędu został mistrzem kraju. W sezonie 1995/1996 wystąpił z Grasshoppers w fazie grupowej Ligi Mistrzów. W 1998 roku po raz piąty i ostatni wywalczył mistrzostwo kraju. W Grasshoppers grał do 2000 roku i rozegrał w tym klubie 437 meczów, w których strzelił 45 goli. W 2000 roku zakończył karierę.
| Sezon   | Klub             | Kraj       | Rozgrywki      | Mecze | Bramki |
| ------- | ---------------- | ---------- | -------------- | ----- | ------ |
| 1980    | Falu BS          | Szwecja    | III liga       | 1     | 0      |
| 1981    | Falu BS          | Szwecja    | III liga       | 22    | 1      |
| 1982    | Falu BS          | Szwecja    | III liga       | ?     | ?      |
| 1983    | Falu BS          | Szwecja    | III liga       | 22    | 11     |
| 1984    | IFK Göteborg     | Szwecja    | Allsvenskan    | 22    | 4      |
| 1985    | IFK Göteborg     | Szwecja    | Allsvenskan    | 18    | 5      |
| 1985/86 | Grasshopper Club | Szwajcaria | Nationalliga A | 15    | 3      |
| 1986/87 | Grasshopper Club | Szwajcaria | Nationalliga A | 27    | 7      |
| 1987/88 | Grasshopper Club | Szwajcaria | Nationalliga A | 30    | 7      |
| 1988/89 | Grasshopper Club | Szwajcaria | Nationalliga A | 33    | 6      |
| 1989/90 | Grasshopper Club | Szwajcaria | Nationalliga A | 29    | 3      |
| 1990/91 | Grasshopper Club | Szwajcaria | Nationalliga A | 34    | 4      |
| 1991/92 | Grasshopper Club | Szwajcaria | Nationalliga A | 31    | 0      |
| 1992/93 | Grasshopper Club | Szwajcaria | Nationalliga A | 12    | 0      |
| 1993/94 | Grasshopper Club | Szwajcaria | Nationalliga A | 34    | 3      |
| 1994/95 | Grasshopper Club | Szwajcaria | Nationalliga A | 32    | 1      |
| 1995/96 | Grasshopper Club | Szwajcaria | Nationalliga A | 33    | 2      |
| 1996/97 | Grasshopper Club | Szwajcaria | Nationalliga A | 33    | 4      |
| 1997/98 | Grasshopper Club | Szwajcaria | Nationalliga A | 32    | 3      |
| 1998/99 | Grasshopper Club | Szwajcaria | Nationalliga A | 32    | 2      |
| 1999/00 | Grasshopper Club | Szwajcaria | Nationalliga A | 20    | 0      |

## Kariera reprezentacyjna
W reprezentacji Szwecji Gren zadebiutował 26 września 1984 roku w przegranym 0:1 towarzyskim spotkaniu z Włochami. W 1990 roku został powołany przez selekcjonera Ollego Nordina do kadry na Mistrzostwa Świata we Włoszech. Tam zagrał w jednym spotkaniu grupowym, przegranym 1:2 z Kostaryką. Od 1984 do 1992 roku rozegrał w kadrze narodowej 22 spotkania.

## Kariera trenerska
Po zakończeniu kariery piłkarskiej Gren został trenerem. W 2006 roku był pierwszym szkoleniowcem FC Vaduz, a w latach 2007-2009 był asystentem Hanspetera Latoura w Grasshopper Club. Latem 2009 został trenerem duńskiego Vejle BK.